# محمد علی‌اکبری
محمد علی‌اکبری مشهور به مدعی انرژی‌درمانی و ع. الف (زادهٔ ۳ تیر ۱۳۴۱) گردانندهٔ اصلی شبکهٔ ماهواره‌ایِ «علی اکبری تیوی»، مدعی انرژی‌درمانی در ایران است که پیشتر در تهران فعالیت می‌کرد و پروندهٔ وی مبنی بر کلاهبرداری و جعل مدارک پزشکی طی سال‌های ۱۳۸۳ تا ۱۳۹۲ در ایران مورد بررسی قوهٔ قضائیه بوده‌است. این پرونده چندین بار مورد بررسی قرار گرفت و با فراز و نشیب‌های متعدد مواجه شد که در مطبوعات و رادیو و تلویزیون نیز منعکس گشت. وی نهایتاً در سال ۱۳۹۲، به جرم کلاهبرداری و مداخله در امور پزشکی، به ۳۳ ماه حبس و پرداخت جزای نقدی محکوم شد.

## شبکه ماهواره‌ای
محمد علی‌اکبری شبکه‌ای ماهواره‌ای واقع در ماهواره یاهست فرکانس 12073 V نیز در اختیار دارد که محتوا و برنامه‌های آن توسط خودش گردانده شده و پخش می‌شود. موضوع اصلی فعالیت این شبکه ادعای انرژی‌درمانی از نوع انرژی ناشناخته توسط علی‌اکبری است که رویکرد اسلامی دارد. آیه ۶۲ سوره نمل (أَمَّنْ یجِیبُ الْمُضْطَرَّ إِذا دَعاهُ وَیکشِفُ السُّوءَ) و خواندن ترانه‌های فارسی قدیمی و گاهی خواندن قرآن از مواردی هستند که توسط وی به صورت مکرر در برنامه‌هایش استفاده می‌شوند.
اغلب برنامه‌های این شبکه تکراری بوده و به ندرت پخش زنده برنامه‌های علی اکبری پخش می‌شود بیشتر اوقات از آرشیو برنامه‌های قبلی استفاده می‌شود

## ادعای انرژی‌درمانی
محمد علی اکبری، در اوایل دههٔ شصت، با اجرای شعبده بازی در برنامه تلویزیونیِ دیدنی‌ها، مطرح شد. او مدعی بود که قادر به خم کردن قاشق و چنگال است. وی پس از مدتی، ادعا کرد که از طریق انرژی‌درمانی، قادر به درمان بیماران بوده و دارای نیرویی «خدادادی» است. وی همچنین ادعا کرده که قادر است همه نوع بیماری‌ها را به جز بیماری‌های مادرزادی، درمان کند؛ بیماری‌هایی از قبیل سرطان، تومور مغزی، آسم، آماس، میگرن‌های شدید، گرفتگی عروق و فلج مغزی.
علی‌اکبری با انتشار پوسترها و جاکلیدی‌هایی با عکس خودش، به همراه سی‌دی‌های صوتی و تصویری و فروش آن‌ها به بیماران مدعی شده، بیماران می‌توانند از این طریق با وی ارتباط برقرار کنند. او همواره تأکید می‌کرد که سی‌دی‌های کپی، انرژی ندارند و حتماً باید سی‌دی‌های اصل خریداری شوند. او در این باره چنین گفته‌است: «این هم، شیوه‌ای از درمان بیماران است که از طریق تله‌پاتی بین من و بیمارانم انجام می‌گیرد. در ساعت ده شب آن‌ها عکس مرا به دیوار می‌زنند، یک لیوان آب جلویشان می‌گذارند، بعد رو به تصویرم می‌نشینند و به من تمرکز می‌کنند. من مثل ماهواره‌ای هستم که به آن‌ها از طریق امواج، انرژیِ شفابخش می‌فرستم.» وی در عین حال اعلام کرده‌است که ممکن است، برخی از بیماران، نتوانند انرژی‌اش را جذب کنند و امکانِ بهبود نیافتن آنان وجود دارد. او همچنین مدعی شده‌است که این شیوه از درمان را علاوه بر ایران در کشورهای مختلف دنیا از جمله آمریکا، سوئیس و فرانسه نیز ارائه کرده‌است.
این در حالی است که برای اثبات علمیِ انواع انرژی درمانی، پژوهش‌های فراوانی انجام شده‌است که تا به حال مؤثر بودن این روش‌های درمانی، در هیچ‌یک از این تحقیقات ثابت نشده‌است. نتیجهٔ تحقیقات نشان داده‌است که انرژی درمانی، تأثیری بیشتر از پلاسیبو (اثرِ تلقین) ندارد. محققانِ مخالفِ انرژی‌درمانی، لیستی از افرادی را تهیه کرده‌اند که علی‌رغمِ ابتلا به بیماری‌های مهلک، با روی آوردن به انرژی‌درمانی و غفلت از درمان‌های پزشکی، جان خود را از دست داده‌اند.
در مرداد ۱۳۸۵، اعلام شد که علی اکبری به واسطهٔ یک مؤسسهٔ طب مکمل در دبی، به کشور امارات رفته و در آنجا به درمانگریِ بیماران خواهد پرداخت. در مقابل، وزارت بهداشت امارات و مقامات بهداشتی دبی نیز ضمن هشدار به عمومِ مردم، اعلام کردند که با درخواستِ علی اکبری برای اعطای مجوزِ درمانگری مخالفت کرده‌اند و او اجازهٔ درمانگری در امارات و دبی را ندارد. مقامات بهداشتی دبی اعلام کردند که ادعای درمانگریِ علی اکبری غیرقابل اثبات بوده و هیچ گونه شواهدی مبنی بر این که او دارای چنین نیرویی است، وجود ندارد.

## پرونده کلاهبرداری و جعل مدارک
علی اکبری در سال ۱۳۷۶ نخستین‌بار با اعلام شکایت دانشگاه علوم پزشکی، به دادگاه انقلاب اسلامی تهران فراخوانده شد. دانشگاه علوم پزشکی شکایت کرده بود که وی از طریق انرژی درمانی و بدون داشتن صلاحیت پزشکی به درمان بیماران می‌پردازد و عمل او به خاطر دخالت در امر پزشکی، جرم و قابل مجازات محسوب می‌شود. دادگاه انقلاب، پس از چند جلسه، رأی به برائت علی‌اکبری داد. در دی ماه ۱۳۸۲، علی اکبری با شکایت ۲۵ بیمار در مشهد، تحت تعقیبِ قضایی قرار گرفت. این بیماران اعلام کرده بودند که با وجود پرداخت حق ویزیت‌های کلان، بیماریِ آن‌ها بهبود نیافته‌است. در ادامه، این پرونده به دستور رئیس قوه قضاییه برای رسیدگی، به تهران احاله شد.
با وجود هشدارهای مکرر وزارت بهداشت از جمله در خرداد ۱۳۸۵ نسبت به اثرات سوء ناشی از عدم درمان واقعی و علمی و متوسل شدن بیماران به عوامل شبه‌علمی و غیرواقعی انرژی‌درمانی که منجر به اختلال در درمان و اثرات سوء در بیماران می‌شود، اما همچنان تا سال ۱۳۸۶ پیگیری قضایی آنچنانی نسبت به دستگیری و جلوگیری از ادامهٔ فعالیت علی‌اکبری انجام نشد و حتی وی در برنامه‌های رادیویی و تلویزیونی به عنوان کارشناس حضور پیدا کرد که از جمله می‌توان به برنامه سه قسمتی «علامت سؤال» در مرداد ۱۳۸۵ از رادیو ایران و چند جلسه حضور در شبکه جام جم صدا و سیما اشاره کرد.
۱۶ آبان ۱۳۸۵ رئیس مرکز اطلاع‌رسانی پلیس تهران به‌دنبال شکایت مجدد چند شاکی که پیش‌تر از دستگاه قضایی نتیجه نگرفته بودند، از دستگیری علی‌اکبری به جرم دریافت پول با ادعای انرژی‌درمانی تحت عنوان جعلی «دکتر» خبر داد. بیستم آبان، رئیس پلیس امنیت تهران اتهام اولیه در زمان دستگیری را چک بلامحل به مبلغ ۵۱۰ میلیون تومان عنوان کرد اما به چندین شاکی خصوصی نیز اشاره کرد.

دوم دی ۱۳۸۵ روزنامه اعتماد در پی اظهارات رئیس سازمان نظام پزشکی کشور که علی‌اکبری را فاقد توانایی انرژی‌درمانی معرفی کرده بود از درخواست شاکیان مبنی بر برخورد با علی‌اکبری خبر داد، همچنین پاسخ علی‌اکبری را نیز منتشر کرد که وی نیروی خود را خدادادی عنوان کرده و در پاسخ اینکه بیمارش خوب نشده با دروغ خواندن اظهارات دکتر صدر ریاست نظام پزشکی گفته بود:
در جواب دکتر صدر، اینکه ایشان گفته‌اند به من یک بیمار داده و بیمارش خوب نشده این اصلاً صحت ندارد و کاملاً کذب می‌باشد. چون فقط من یک بار ایشان را ۱۰ سال پیش دیدم که از شدت سردرد به خود می‌پیچید و با نیروی بنده ایشان می‌توانست بهبود یابد ولی چون با فکر منفی نزد من آمد من هم نخواستم به ایشان نیرو بدهم.
بخشی از نامه شاکیان علی‌اکبری نیز بدین شرح منتشر شد:
آقای علی‌اکبری معروف به دکتر علی‌اکبری چند سالی است که به عنوان انرژی درمانگر با پشتوانه عظیمی از تبلیغات و جنجال‌های پیرامونی، مشغول فعالیت می‌باشد. وی پیش از اشتغال به این حرفه جدید، سال‌ها به عنوان شعبده باز در کشور فرانسه مشغول به کار بوده که به همین دلیل در محل سکونت خود در فرانسه به لورن شعبده باز معروف است و از سویی بیش از نود درصد و به قول‌هایی نزدیک به صددرصد مراجعان با نارضایتی و ناامیدی از مطب عمومی او به منزل بازمی‌گشتند و البته محصول این بازار گرم میلیاردها تومان بود. درخواست ما این است که با تدابیری که صلاح است از هرگونه انحراف در مسیر پرونده جلوگیری به عمل آید. تنها انتظار ما صدور حکمی عادلانه و اجرای عدالت است.
سوم دی ۱۳۸۵ انجمنهای تخصصی پزشکی کشور خواستار برخورد قاطع با مدعیان انرژی درمانی شدند و تیر ماه سال ۱۳۸۶ وزارت بهداشت از غیر علمی و غیرقانونی بودن هر گونه ادعای انرژی درمانی خبر داد. در ۲۶ خرداد ۱۳۸۶ علی‌اکبری با شکایت شاکیان خصوصی مجدد بازداشت شد.
طی سال‌های بعد و پس از انتخابات ۱۳۸۸ خبرگزاری‌های ایران برای اشاره به محمد علی‌اکبری از اصطلاحات «ع. الف» یا «مدعی انرژی درمانی» استفاده کردند. سال ۱۳۹۰ ریاست نظام پزشکی با اشاره به محمد علی‌اکبری از سیستم قضایی کشور خواست که با افراد غیر متخصص که در امور پزشکی دخالت می‌کنند مسامحه نکند و اشد مجازات قانونی را برای آنان در نظر گیرد. ۱۸ اردیبهشت ۱۳۹۰ خبرگزاری جهان‌نیوز از برگزاری مجدد دادگاه مدعی انرژی درمانی، «ع. الف» و به اتهام کلاهبرداری و جعل مدارک پزشکی با حضور ۱۵ شاکی از مجموع بیش از ۳۰۰ شاکی و با احتمال افزایش تعداد شاکیان به‌واسطه انتشار این خبر، خبر داد.
فروردین سال ۱۳۹۲ دادستان تهران از بازگشایی مجدد پرونده طی دو سال گذشته و محکومیت ۳۳ ماهه و جزای نقدی برای مدعی انرژی درمانی با پرونده ۱۰ ساله خبر داد. وی افزود که طی ده سال گذشته پس از چهار بار برگزاری دادگاه، پرونده مدعی به تجدید نظر کشیده و شخص تبرئه شده بود. وی همچنین اعلام کرد که با در نظر گرفتن ضرورت حضور نمایندگان دادستانی در محاکمات و با توجه به اینکه نمایندگان دادستانی در جلسات محاکمه این فرد حضور نداشتند دادستانی به حکم پیشین اعتراض کرده و پرونده طی یک تا دو سال اخیر مجدد بررسی شده و محاکمه مجدد برگزار، و متهم محکوم شناخته شد.
حدوداً در اوائل دهه ۱۳۹۰ محمد علی‌اکبری از طریق شبکه ماهواره‌ای دوباره مطرح شد و ۱۷ اسفند ۱۳۹۴ معاونت طب سنتی وزارت بهداشت با اشاره به شبکه ماهواره‌ای علی‌اکبری و ظاهر شدن پدیدهٔ ادعای انرژی‌درمانی از اوائل دهه ۸۰ به مردم هشدار داد که فریب این‌گونه افراد را نخورند.

## ادعای مدرک دکترا
علی اکبری مدعی شده بود که مدرک خود را از دانشگاه IOWHE (سازمان بین‌المللی آموزش عالی سراسری (به انگلیسی: International Organization of Worldwide Higher Education)) دریافت کرده‌است، که نام وی روی وبگاه این مؤسسه اعلام شده‌است، موسسه‌ای که مدارک تحصیلی برای آموزش از راه دور می‌فروشد، و وبگاه آن مدعی ست که دانشگاهی واقع در نیویورک در شمال شرقی ایالات متحده است اما دامنه وبگاه این دانشگاه که به نام IOWHE Corp. (IOWHE Consortium and University) می‌باشد به آدرسی در نیواورلئان در جنوب ایالات متحده ثبت شده‌است که در حال حاضر یکی از دفاتر یک شرکت مشاوره در ساخت و ساز و بیمه می‌باشد. مدارک این مؤسسه از طرف وزارت علوم فاقد اعتبار و غیرقابل ارزیابی اعلام شد. در حالی که برای اعطای مدرک دکترا، انجام کار تحقیقاتی و چاپ آن در ژورنال‌های معتبر الزامی است، خودِ علی اکبری، اذعان کرده که تاکنون کار تحقیقاتی انجام نداده‌است.

## کاندیداتوری برای انتخابات ریاست جمهوری ۱۳۸۸
سال ۱۳۸۸ علی‌اکبری به منظور شرکت در انتخابات ریاست جمهوری ۱۳۸۸ از فرانسه به ایران آمد و مدعی شد که در شهر بوردو فرانسه ریاست یکی از سازمان‌های بهزیستی را به عهده دارد و خود را یک کاندیدای اصولگرا معرفی کرد. چند ماه پس از انتخابات سایت پارسینه عکسی از علی اکبری در حال انرژی درمانیِ مهدی کروبی منتشر کرد.